# Atteva impariguttata
Atteva impariguttata is een vlinder uit de familie Attevidae. De wetenschappelijke naam van de soort werd in 1877 gepubliceerd door Philipp Christoph Zeller.